# Topala
Topala je rijeka u Bosni i Hercegovini. Pritoka je Ričine.
Protječe kroz Posuško polje u Zapadnoj Hercegovini. U koritu Topale je više ponora kojima voda otječe prema Imotsko-bekijskom polju. Godine 1956. je na Topali izgrađena brana iza koje je formirana istoimena akumulacija.